# Gustav Terkmann
Gustav Terkmann (* 10. Septemberjul. / 22. September 1850greg. in Nõva; † 16. Mai 1924) war ein estnischer Orgelbauer.

## Leben und Orgelbau
Gustav Terkmann wurde als Kustav Targamaa geboren. Aus werbe- und patentrechtlichen Gründen änderte er vor dem Ersten Weltkrieg seinen estnischen Namen in einen deutschsprachigen.
Terkmann war ein Schüler des estnischen Orgelbauers Gustav Normann (1821–1893). Im Jahr 1882 fertigte Terkmann seine erste Orgel. Er zog später in die estnische Hauptstadt Tallinn und gründete dort eine erfolgreiche Orgelbaufirma.
Terkmann gehörte als Orgelbauer einer Übergangszeit an: seine Orgeln hatten eine mechanische Traktur, für die Register verwendete er aber bereits Pneumatik. Erst sein Sohn August Terkmann ging zum Bau vollpneumatischer Orgeln über.

## Orgeln von Gustav Terkmann in Estland (Auswahl)
- Kirche von Nõva (1885)[1]
- Tallinn, Nikolaikirche (Sankt-Antonius-Kapelle)[4]
- Kirche von Loksa (1889)[5]
- Kirche von Tuhala, Umbau der 1849 von Gustav Normann geschaffenen Orgel
- Kirche von Kirbla, teilweiser Umbau der 1850 von Carl August Tanton geschaffenen Orgel (1895–1905)[6]
- Kirche von Vändra[7]
- Kirche von Noarootsi (Autorenschaft ungesichert)[8]
- Kirche von Järva-Madise (1902)
- Kirche von Hageri (1902)
- Kirche von Mustjala (1903)
- Kirche von Leesi (1905)[9]

## Privatleben
Gustav Terkmann war drei Mal verheiratet: mit Leno Targamaa (geborene Kiritse, 1850–1881), Mai Terkmann (geborene Uttermüller, 1859–1901) und Maria Terkmann (1866–?). Er hatte drei Söhne und drei Töchter.
Sein zweitältester Sohn war der estnische Orgelbauer August Terkmann (1885–1940). Er übernahm 1908 die Leitung der Orgelwerkstatt des Vaters in Tallinn. Seine Tochter Tiiu Targama (1907–1994) war Organistin, Konzertmeisterin und Dirigentin am Opernhaus Estonia und Dozentin der Opernklasse am Staatlichen Konservatorium.